# Yvette Monginou
Yvette Monginou, po mężu Trombetta (ur. 16 maja 1927 w Castres, zm. 16 lutego 2023 tamże) – francuska lekkoatletka, płotkarka i sprinterka, dwukrotna olimpijka.
Zajęła 4. miejsce w finale biegu na 80 metrów przez płotki na igrzyskach olimpijskich w 1948 w Londynie. Na mistrzostwach Europy w 1950 w Brukseli zajęła 4. miejsce w sztafecie 4 × 100 metrów oraz odpadła w eliminacjach biegu na 100 metrów i biegu na 80 metrów przez płotki.
Odpadła w ćwierćfinale biegu na 100 metrów oraz eliminacjach biegu na 80 metrów przez płotki i sztafety 4 × 100 metrów na igrzyskach olimpijskich w 1952 w Helsinkach. Wystąpiła w tych trzech konkurencjach na mistrzostwach Europy w 1954 w Bernie, za każdym razem odpadając w eliminacjach.
Była mistrzynią Francji w biegu na 100 metrów w 1951, w biegu na 200 metrów w 1953 oraz w biegu na 80 metrów przez płotki w 1948, 1949 i 1952, wicemistrzynią w biegu na 100 metrów w 1949, 1950 i 1952, w biegu na 200 metrów w 1945, w biegu na 80 metrów przez płotki w 1951 oraz w pięcioboju w 1953, a także brązową medalistką w biegu na 100 metrów w 1945 i 1954 oraz w biegu na 80 metrów przez płotki w 1950 i 1954.
Czterokrotnie poprawiała rekord Francji w biegu na 80 metrów przez płotki do wyniku 11,3 s (uzyskanego 23 lipca 1952 w Helsinkach) i dwukrotnie w sztafecie  do czasu 47,4 s (28 sierpnia 1954 w Bernie). Wyrównała również rekord Francji w biegu na 200 metrów czasem 25,6 s uzyskanym 15 czerwca 1952 w Castres. Były to najlepsze wyniki w jej karierze. Rekord życiowy Monginou w biegu na 100 metrów wynosił 12,2 s, uzyskany 9 lipca 1950 w Albi.